# Phi-Phi
Phi-Phi es una opereta ligera en tres actos con música de Henri Christiné y un libreto francés de Albert Willemetz y Fabien Solar. Se estrenó el 12 de noviembre de 1918, justo inmediatamente después de la Primera Guerra Mundial en el Théâtre des Bouffes Parisiens. Después de alrededor de tres meses se convirtió en un gran éxito, manteniéndose durante tres años.
La pieza era una de las que fundó el nuevo estilo de comedia musical francesa, la primera en usar realmente los últimos ritmos del jazz (one-step, fox trot) junto con una trama que enfatiza la comedia – con diálogo atrevido de chistes y anacronismos – más que el estilo romántico, que había predominado antes. El éxito de la obra provocó imitaciones en París como Le petit Phi-Phi (3 de marzo de 1922) y Les amants de Phi-Phi (13 de marzo de 1923). También llevó a una serie de obras escénicas tituladas de forma parecida : Clo-Clo, Dédé, You-You, Pan Pan...  Una producción londinense de 1922, en inglés, tuvo mucho éxito.
Es una ópera poco representada en la actualidad; en las estadísticas de Operabase aparece con sólo cinco representaciones en el período 2005-2010, siendo la más representada de Christiné.

## Personajes
| Personaje                         | Tesitura     | Reparto del estreno, 12 de noviembre de 1918 (Director: -) |
| --------------------------------- | ------------ | ---------------------------------------------------------- |
| Fidias, escultor (Phi-Phi)        | barítono     | André Urban                                                |
| Le Pirée, su sirviente            | bajo         | Dréan                                                      |
| Pericles, un estadista            | barítono     | Michel Barré                                               |
| Ardimédon, un príncipe extranjero | tenor        | Ferréal                                                    |
| Madame Fidias                     | mezzosoprano | Pierrette Madd                                             |
| Aspasia (Aspasie)                 | soprano      | Alice Cocéa                                                |
| Primera bailarina                 | -            | Yvonne Vallée                                              |
| Segunda bailarina                 | -            | Luce Wolter                                                |
| Primera modelo                    | soprano      | Biana Monti                                                |